# БАЗ-А148
БАЗ А148 «Эталон» — автобусы среднего и большого класса для пассажирских перевозок на городских, пригородных и междугородных маршрутах. Автобус выпускается с 2007 года на Бориспольском автозаводе, расположенном в пгт. Пролески Бориспольского района Киевской области. БАЗ А148 «Эталон» строится на китайском шасси FAW СА 6102 D 92-1 и оснащается дизельным двигателем мощностью 132 л.с. С конца 2008 года называется «Подсолнечник».

## История
Первые серийные варианты сошли с конвейера Бориспольского автозавода в 2007 году. Дизайн автобусу придают форма кузова и панорамное стекло. Безопасность пассажиров обеспечивают качество и надёжность конструкции. Для удобства и комфортабельности салон оборудован более качественными материалами, багажными полками и 44 пассажирскими сидениями.
С конца 2008 года автобус получил название «Подсолнечник».

## Технические характеристики
10-метровый туристический автобус «Подсолнечник» произведён на китайском шасси FAW СА 6102 D 92-1. За всю историю производства на автобус ставят 7-литровый 6-цилиндровый дизельный двигатель китайского производства FAW CA6DE2-18 крутящим моментом 680 Н*м, мощностью 132 или 179,5 л.с. Также возможна установка двигателя немецкого производства Deutz BF 6M 1013-22 мощностью 216 л. с. и крутящим моментом 760 Н*м.

## Модификации
- БАЗ-А148 — базовая модель.
- БАЗ-А148.1 — пригородный автобус.
- БАЗ-А148.2 — туристический автобус[5].
- БАЗ-А148.3 — туристический автобус с двигателем Deutz BF 6M 1013-22 Евро-3.
- БАЗ-А148.5 — пригородный автобус с двигателем Deutz BF 6M 1013-22 Евро-3.